# DIMHRS
El Sistema Integrado Militar de Recursos Humanos del Departamento de Defensa de los Estados Unidos  (DIMHRS, Defense Integrated Military Human Resources System) fue un sistema informático de la Agencia de Transformación de Negocios. Considerado el programa de planeación de recursos humanos más grande en funcionamiento, pretendía reemplazar más de 90 sistemas previos. La primera fase del DIMHRS debía ser implementada inicialmente en el Ejército de los Estados Unidos en 2009, integrando todas las funciones de nómina y recursos humanos en un solo sistema, basado en navegadores de internet. 
Después debían seguir la Fuerza Aérea, la Marina y los Marines pero tras incontables demoras y problemas técnicos el Departamento de Defensa canceló el programa en febrero de 2010. Se invirtieron 850 millones de dólares y 10 años de actividades.
A finales de 1995 diferentes agencias gubernamentales de los Estados Unidos pidieron al subsecretario de Defensa la creación de un equipo para estudiar la mejor estrategia para el apoyo al personal militar y su nómina de pago. En un artículo publicado en agosto de 1996 se concluyó que los múltiples sistemas de nómina tenían muchas limitaciones, causando altos costos de mantenimiento. La recomendación más importante fue la migración a un sistema único de nómina, completamente integrado.
El desarrollo empezó en septiembre de 2003 con un contrato de 281 millones de dólares con la empresa Northrop Grumman. Luego, en octubre de 2005 la Agencia de Transformación Comercial del Departamento de Defensa se hizo responsable de este proyecto.
DIMHRS fue diseñado para que los pagos fueran más exactos y puntuales. El sistema iba a actualizar automáticamente la información de nómina a través de un solo sistema integrado. También se agregarían funciones de autoservicio para consultar y controlar la información de cada persona, en línea, usando Internet, en vez de presentarse a cada una de las oficinas locales de personal.